# Bùi Thị Nhung
Dans ce nom, le nom de famille, Bui Thi, précède le nom personnel.
Bùi Thị Nhung (née le 21 janvier 1983 à Vīnh Bảo) est une athlète vietnamienne, spécialiste du saut en hauteur.

## Carrière
Elle participe aux Jeux olympiques de 2004 sans atteindre la finale.
Le 18 juin 2005, à Bangkok, elle a franchi une barre à 1,94 m, record national. Aux Championnats du monde à Berlin où elle représente le Viêt Nam, elle ne franchit aucune barre (à 1,80 m) lors des qualifications le 18 août 2009.

## Palmarès
| Date | Compétition           | Lieu     | Résultat | Marque |
| ---- | --------------------- | -------- | -------- | ------ |
| 2005 | Championnats d'Asie   | Incheon  | 4e       | 1,84 m |
| 2006 | Jeux asiatiques       | Doha     | 4e       | 1,88 m |
| 2007 | Championnats d'Asie   | Amman    | 5e       | 1,88 m |
| 2009 | Championnats d'Asie   | Guandong | 5e       | 1,84 m |
| 2009 | Championnats du monde | Berlin   | qual.    | NM     |

## Records
| Épreuve         | Épreuve   | Performance | Lieu    | Date            |
| --------------- | --------- | ----------- | ------- | --------------- |
| Saut en hauteur | Plein air | 1,94 m      | Bangkok | 4 mai 2005      |
| Saut en hauteur | Salle     | 1,90 m      | Macao   | 11 février 2007 |